# Cantone di Mézin
Il Cantone di Mézin era una divisione amministrativa dell'arrondissement di Nérac.
È stato soppresso a seguito della riforma complessiva dei cantoni del 2014, che è entrata in vigore con le elezioni dipartimentali del 2015.
Comprendeva i comuni di:
- Lannes
- Mézin
- Poudenas
- Réaup-Lisse
- Sainte-Maure-de-Peyriac
- Saint-Pé-Saint-Simon
- Sos